# Nil Solans
Nil Solans Baldó (Matadepera, 14 aprile 1992) è un pilota di rally spagnolo.
Ha vinto il campionato JWRC e WRC-3 nel 2017, il GSeries Andorra per tre anni consecutivi (2015, 2016 e 2017) e il campionato spagnolo rally su terra nella categoria due ruote motrici nel 2013.
Ha un fratello minore di nome Jan Solans, anch'egli pilota di rally.

## Palmarès
- World Rally Championship-3: 1
2017 su Ford Fiesta R2T
- JWRC: 1
2017 su Ford Fiesta R2T

### Vittorie nel Junior WRC/WRC-3
| # | Stagione | Evento             | Copilota            | Auto            |
| - | -------- | ------------------ | ------------------- | --------------- |
| 1 | 2017     | Tour de Corse      | Miquel Ibáñez Sotos | Ford Fiesta R2T |
| 2 | 2017     | Rally di Sardegna  | Miquel Ibáñez Sotos | Ford Fiesta R2T |
| 3 | 2017     | Rally di Polonia   | Miquel Ibáñez Sotos | Ford Fiesta R2T |
| 4 | 2017     | Rally di Catalogna | Miquel Ibáñez Sotos | Ford Fiesta R2T |

## Risultati nel mondiale rally

### WRC
| 2012 | Scuderia | Vettura        |  |  |  |  |  |  |  |    |  |  |  |  |  |  |  |  | Punti | Pos. |
| ---- | -------- | -------------- |  |  |  |  |  |  |  | -- |  |  |  |  |  |  |  |  | ----- | ---- |
| 2012 |          | Ford Fiesta R2 |  |  |  |  |  |  |  | 41 |  |  |  |  |  |  |  |  | 0     |      |

| 2013 | Scuderia                 | Vettura        |  |  |  |  |  |  |  |  |  |  |  |     |  |  |  |  | Punti | Pos. |
| ---- | ------------------------ | -------------- |  |  |  |  |  |  |  |  |  |  |  | --- |  |  |  |  | ----- | ---- |
| 2013 | Escudería Motor Terrassa | Ford Fiesta R2 |  |  |  |  |  |  |  |  |  |  |  | Rit |  |  |  |  | 0     |      |

| 2014 | Scuderia | Vettura        |  |  |  |     |  |  |    |    |    |  |  |    |  |  |  |  | Punti | Pos. |
| ---- | -------- | -------------- |  |  |  | --- |  |  | -- | -- | -- |  |  | -- |  |  |  |  | ----- | ---- |
| 2014 |          | Ford Fiesta R2 |  |  |  | Rit |  |  | 47 | 33 | 54 |  |  | 26 |  |  |  |  | 0     |      |

| 2015 | Scuderia         | Vettura                           |  |  |  |  |    |  |    |  |    |  |    |    |    |  |  |  | Punti | Pos. |
| ---- | ---------------- | --------------------------------- |  |  |  |  | -- |  | -- |  | -- |  | -- | -- | -- |  |  |  | ----- | ---- |
| 2015 | ACSM Rallye Team | Ford Fiesta R2T e Peugeot 208 T16 |  |  |  |  | 34 |  | 51 |  | 20 |  | 26 | 49 | 21 |  |  |  | 0     |      |

| 2016 | Scuderia                 | Vettura         |  |  |  |  |  |  |  |  |  |  |  |    |  |  |  |  | Punti | Pos. |
| ---- | ------------------------ | --------------- |  |  |  |  |  |  |  |  |  |  |  | -- |  |  |  |  | ----- | ---- |
| 2016 | Escudería Motor Terrassa | Ford Fiesta R2T |  |  |  |  |  |  |  |  |  |  |  | 17 |  |  |  |  | 0     |      |

| 2017 | Scuderia | Vettura         |  |  |  |    |  |    |    |    |    |    |    |  |  |  |  |  | Punti | Pos. |
| ---- | -------- | --------------- |  |  |  | -- |  | -- | -- | -- | -- | -- | -- |  |  |  |  |  | ----- | ---- |
| 2017 |          | Ford Fiesta R2T |  |  |  | 23 |  | 29 | 18 | 24 | 25 | 39 | 28 |  |  |  |  |  | 0     |      |

| 2018 | Scuderia | Vettura        |  |    |    |    |    |    |  |  |     |  |    |    |  |  |  |  | Punti | Pos. |
| ---- | -------- | -------------- |  | -- | -- | -- | -- | -- |  |  | --- |  | -- | -- |  |  |  |  | ----- | ---- |
| 2018 |          | Ford Fiesta R5 |  | 22 | 19 | 32 | 18 | 19 |  |  | Rit |  | 37 | 16 |  |  |  |  | 0     |      |

| 2019 | Scuderia | Vettura                                 |  |  |  |     |  |  |  |     |  |  |  |  |    |  |  |  | Punti | Pos. |
| ---- | -------- | --------------------------------------- |  |  |  | --- |  |  |  | --- |  |  |  |  | -- |  |  |  | ----- | ---- |
| 2019 |          | Ford Fiesta R5 e Volkswagen Polo GTI R5 |  |  |  | Rit |  |  |  | Rit |  |  |  |  | 21 |  |  |  | 0     |      |

| 2021 | Scuderia               | Vettura               |  |  |  |  |  |  |  |  |  |  |   |  |  |  |  |  | Punti | Pos. |
| ---- | ---------------------- | --------------------- |  |  |  |  |  |  |  |  |  |  | - |  |  |  |  |  | ----- | ---- |
| 2021 | Hyundai 2C Competition | Hyundai i20 Coupe WRC |  |  |  |  |  |  |  |  |  |  | 8 |  |  |  |  |  | 4     | 24º  |

| Legenda | 1º posto | 2º posto | 3º posto | A punti | Senza punti | Ritirato | Squalificato | NP=Non partito C=Gara cancellata | Apice=Power stage |

### WRC-2
| 2015 | Scuderia         | Vettura         |  |  |  |  |  |  |  |  |   |  |   |    |   |  |  |  | Punti | Pos. |
| ---- | ---------------- | --------------- |  |  |  |  |  |  |  |  | - |  | - | -- | - |  |  |  | ----- | ---- |
| 2015 | ACSM Rallye Team | Peugeot 208 T16 |  |  |  |  |  |  |  |  | 7 |  | 7 | 14 | 8 |  |  |  | 20    | 18º  |

| 2018 | Scuderia | Vettura        |  |  |   |   |   |   |  |  |     |  |    |   |  |  |  |  | Punti | Pos. |
| ---- | -------- | -------------- |  |  | - | - | - | - |  |  | --- |  | -- | - |  |  |  |  | ----- | ---- |
| 2018 |          | Ford Fiesta R5 |  |  | 7 | 7 | 5 | 9 |  |  | Rit |  | 13 | 5 |  |  |  |  | 34    | 12º  |

| 2019 | Scuderia | Vettura                                 |  |  |  |     |  |  |  |     |  |  |  |  |   |  |  |  | Punti | Pos. |
| ---- | -------- | --------------------------------------- |  |  |  | --- |  |  |  | --- |  |  |  |  | - |  |  |  | ----- | ---- |
| 2019 |          | Ford Fiesta R5 e Volkswagen Polo GTI R5 |  |  |  | Rit |  |  |  | Rit |  |  |  |  | 9 |  |  |  | 2     | 45º  |

| Legenda | 1º posto | 2º posto | 3º posto | A punti | Senza punti | Ritirato | Squalificato | NP=Non partito C=Gara cancellata | Apice=Power stage |

### WRC-3
| 2017 | Scuderia | Vettura         |  |  |  |   |  |   |   |   |   |   |   |  |  |  |  |  | Punti | Pos. |
| ---- | -------- | --------------- |  |  |  | - |  | - | - | - | - | - | - |  |  |  |  |  | ----- | ---- |
| 2017 |          | Ford Fiesta R2T |  |  |  | 2 |  | 2 | 1 | 1 | 2 | 3 | 1 |  |  |  |  |  | 129   | 1º   |

| Legenda | 1º posto | 2º posto | 3º posto | A punti | Senza punti | Ritirato | Squalificato | NP=Non partito C=Gara cancellata | Apice=Power stage |

### Junior WRC
| 2017 | Scuderia | Vettura         |  |  |  |   |  |  |   |   |   |   |   |  |  |  |  |  | Punti | Pos. |
| ---- | -------- | --------------- |  |  |  | - |  |  | - | - | - | - | - |  |  |  |  |  | ----- | ---- |
| 2017 |          | Ford Fiesta R2T |  |  |  | 1 |  |  | 1 | 1 | 2 | 2 | 1 |  |  |  |  |  | 176   | 1º   |

| Legenda | 1º posto | 2º posto | 3º posto | A punti | Senza punti | Ritirato | Squalificato | NP=Non partito C=Gara cancellata | Apice=Power stage |